# Francis Crippen
Pour les articles homonymes, voir Crippen.
Francis Crippen, dit Fran Crippen, né le 17 avril 1984 à Bryn Mawr et mort le 23 octobre 2010 à Fujaïrah, est un nageur américain, spécialiste de la nage en eau libre.

## Biographie
Crippen est né à Bryn Mawr, en Pennsylvanie, en 1984, de Pete et Pat Crippen.
Crippen commence à nager à l'âge de six ans à cause d'une de ses sœurs Maddy Crippen. Ses trois sœurs sont également toutes des nageuses de compétition. Maddy est une athlète olympique. Claire, participe aux qualifications américaines et olympiques aux épreuves de la NCAA pour l’Université de Virginie. Teresa Crippen est une championne des Jeux panaméricains au 200 m dos et membre de l’équipe nationale américaine.
Il est diplômé de la Germantown Academy de Fort Washington, en Pennsylvanie, en 2002 puis diplômé de l'Université de Virginie en 2006 où il se spécialise en sociologie.

### Décès
Francis Crippen décède à l'âge de 26 ans d'une crise cardiaque ayant pour origine une hyperthermie, le 23 octobre 2010 à Fujaïrah, aux Émirats arabes unis lors de la dernière épreuve de la Coupe du monde de marathon de natation 10 km.
Des membres de la communauté de la natation et de l'ensemble de la communauté olympique sont scandalisés par l'absence de réglementation sur le plan d'eau où Crippen s'est noyé. L'ancien vice-président du Comité international olympique (CIO), Dick Pound, dirige dès lors une enquête distincte menée par USA Swimming en raison du manque de conformité de la Fédération internationale de natation (FINA), l'organe directeur international. Selon USA Today, Dick Shoulburg, ancien entraîneur de la Germantown Academy et la famille Crippen continuent d'exercer des pressions sur la FINA jusqu'à l'adoption de nouvelles règles de sécurité.
Aux États-Unis, la natation évolue alors pour le bien-être des athlètes. Les organisateurs d’une compétition de nage en eau libre à Fort Myers en Floride reconsidèrent le calendrier de leur course, car elle pourrait dépasser la température recommandée de 31,8 °C. La température combinée de l’air et de l’eau est de 63,0 °C.
Shoulberg demande également à la FINA de reconsidérer les courses organisées à Shanghai pendant l'été en raison de la chaleur excessive.
À la suite du décès de Crippen, la FINA adapte finalement son règlement sur le port des combinaisons.

## Palmarès

### Championnats du monde
- Championnats du monde 2009 à Rome ( Italie) :
  -  Médaille de bronze du 10 km en eau libre

### Championnats du monde de nage en eau libre
- Championnats du monde de nage en eau libre 2010 à Roberval ( Canada) :
  -  Médaille de bronze du 5 km en eau libre

### Jeux panaméricains
- Jeux panaméricains 2007 à Rio de Janeiro ( Brésil) :
  -  Médaille d'or du 10 km en eau libre